# Metadiaea fidelis
Metadiaea fidelis är en spindelart som beskrevs av Cândido Firmino de Mello-Leitão 1929. 
Metadiaea fidelis ingår i släktet Metadiaea och familjen krabbspindlar. Inga underarter finns listade i Catalogue of Life.